# Tragico ritorno (film 1952)
Tragico ritorno è un film del 1952 diretto da Pier Luigi Faraldo.

## Trama
Marco, un reduce tornato a casa a Livorno dopo otto anni passati in prigionia trova la moglie Giovanna sposata con un altro uomo, che il figlio crede sia il vero padre.
Decide di suicidarsi ma l'incontro con Elisa lo dissuade e inizia a vivere con la donna e il padre di lei nello stabilimento balneare da loro gestito, chiuso per la stagione invernale.
L'amico Nicola lo convince che l'unica soluzione ai loro problemi è emigrare in Argentina ma servono i soldi così lo coinvolge in piccoli furti necessari a racimolare in fretta la somma. Il furto organizzato in un cinema finisce male e Marco vorrebbe smettere ma poi Nicola gli fa cambiare idea, progettando un ultimo colpo, ai danni del padre di Elisa. La ragazza sente la loro conversazione, anche lei è stanca dell'Italia e fuggirebbe volentieri con l'uomo di cui è ormai innamorata: è persino disposta a rubare i soldi del padre.
Marco e Nicola pianificano la partenza ma Elisa viene sorpresa dal padre mentre sta per aprire la cassetta. L'uomo, deluso e arrabbiato, si arma di pistola e rimane ucciso da una pallottola durante una colluttazione con Marco. A sparare in realtà non è stato Marco bensì Nicola che era nascosto fuori dalla casa. Dopo aver preso i soldi, Nicola tenta di eliminare anche Marco e si allontana da solo ma viene fermato dalla polizia. Marco, rimasto ferito, si dà alla fuga: sia Elisa che Giovanna cercano di raggiungerlo ma l'uomo, convinto di essere un assassino, si getta dalla scogliera e muore.

## Produzione
Il film rientra nel filone dei melodrammi sentimentali, comunemente detto strappalacrime, allora molto in voga tra il pubblico italiano, sebbene malvisto dalla critica cinematografica di allora (che solo dagli anni settanta inizierà a rivalutare tali pellicole, coniando il termine neorealismo d'appendice).

## Distribuzione
Il film fu distribuito nel circuito cinematografico italiano il 13 giugno del 1952.

## Accoglienza
Il film incassò 92.000.000 di lire dell'epoca.